# Cyclaulax mesonurus
Cyclaulax mesonurus är en stekelart som först beskrevs av Szepligeti 1906.  Cyclaulax mesonurus ingår i släktet Cyclaulax och familjen bracksteklar. Inga underarter finns listade i Catalogue of Life.